# القنب الهندي في المغرب

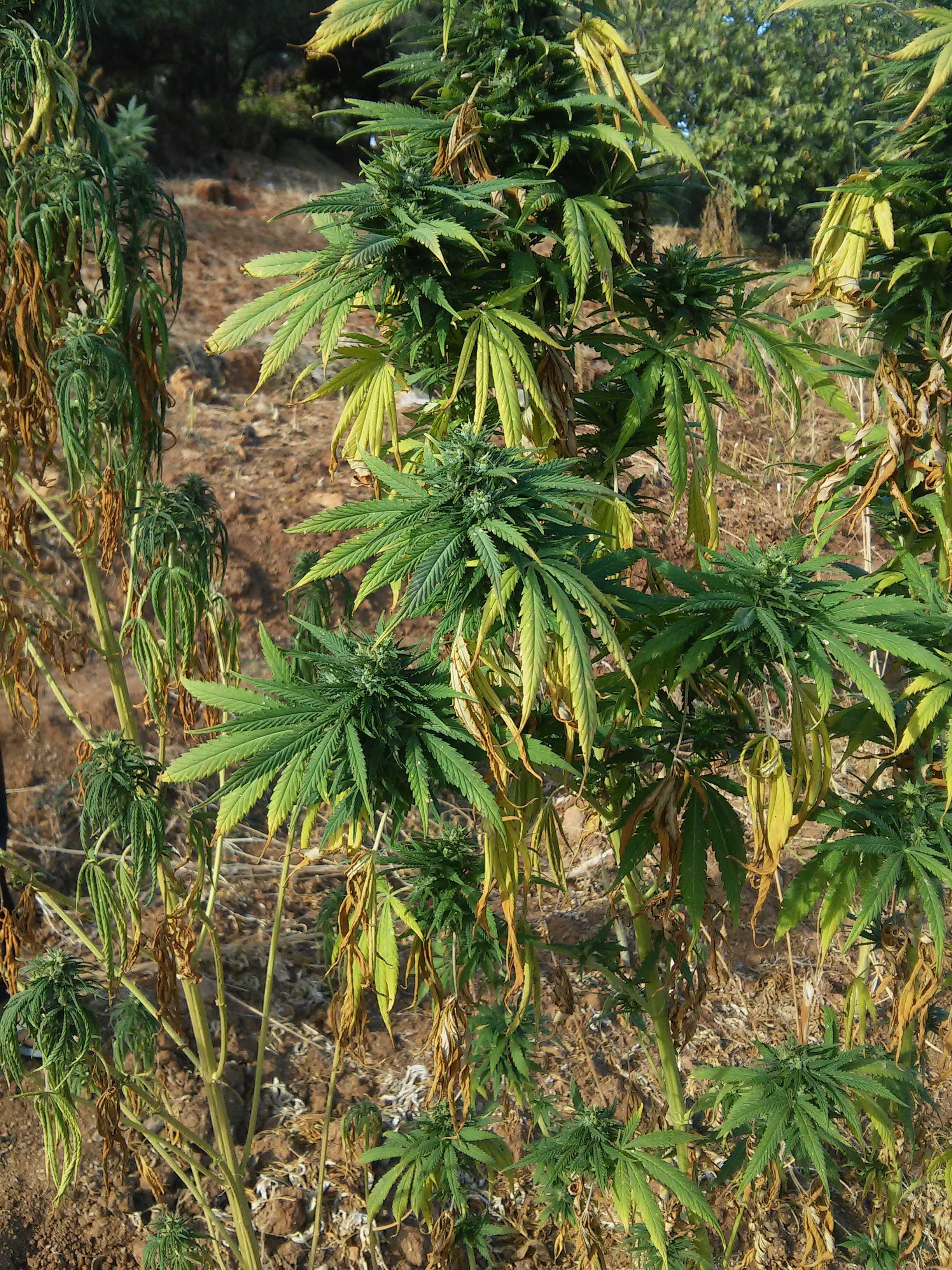
القنب الهندي في فاس

القنب الهندي في المغرب هو نبات مخدر محظور في المغرب منذ استقلال البلاد في عام 1956، لكنه لازال يزرع في بعض المناطق في ظل تسامح جزئي للدولة، حيث تعد البلاد من بين أكبر منتجي الحشيش في العالم.
اعتبارًا من عام 2016، كان المغرب أكبر مورد للقنب في العالم.
في 26 مايو 2021، صوت البرلمان المغربي لإضفاء الشرعية على استخدام الحشيش للأغراض الطبية، وكذلك التجميلية والصناعية.
في أبريل 2024 لأول مرة تم تصدير كمية من منتجات القنب الهندي القانوني، ويتعلق الأمر بـ”مستخرج نبات القنب الهندي”، فقد تمكنت تعاونيتان مرخصتان من الوكالة الوطنية لتقنين الأنشطة المتعلقة بالقنب الهندي من تصدير “مستخرج نبات القنب الهندي”، وذلك في إطار عملية تجريبية مرت بنجاح، وهو ما يمهد الطريق لتصدير القنب ومنتجاته القانونية، ويتطلب تسويق منتجات القنب الهندي المغربي إلى دول العالم الحصول على شهادات مطابقة جودة التحويل، واحترام الممارسات الميدانية الفلاحية.

## التاريخ

### التاريخ المبكر
على الرغم من أن الفترة التي تم فيها إدخال القنب الهندي إلى المغرب غير واضحة، يبدو أنه قد وصل إلى المنطقة خلال الفتوحات العربية للمغرب الكبير ما بين  القرن السابع والخامسة عشرة. خلال القرن السادس عشر كان استخدام القنب الهندي محليا في الحدائق والبساتين، ولكن في القرن 18 أصبحت منطقة ريف في أقصى الشمال أكثر المناطق إنتاجا كما هو الحال في العصر الحديث. في عام 1890 قام السلطان الحسن الأول بوضع قوانين صارمة على زراعة وتجارة القنب الهندي، ولكنه منح أيضا امتيازات لعدة قبائل بالريف. في عام 1956 ومع استقلال المغرب، قام الملك محمد الخامس بحظر القنب الهندي على الصعيد الوطني.

### التدويل
كان لتدفق السياح الغربيين ما بين 1960 و1970  تأثيار عميقا على إنتاج القنب الهندي في المغرب. قبل ذلك، كان القنب بكميات صغيرة وللاستجابة إلى الطلب الهائل من السياح والمهربين، قام المغاربة بالاعتماد على تقنيات أكثر تطورا. في حين أن هناك أساطير مختلفة عن كيفية قدوم الحشيش إلى المغرب، يعتقد أن هذا ما حدث خلال هذه الفترة.

## الإنتاج

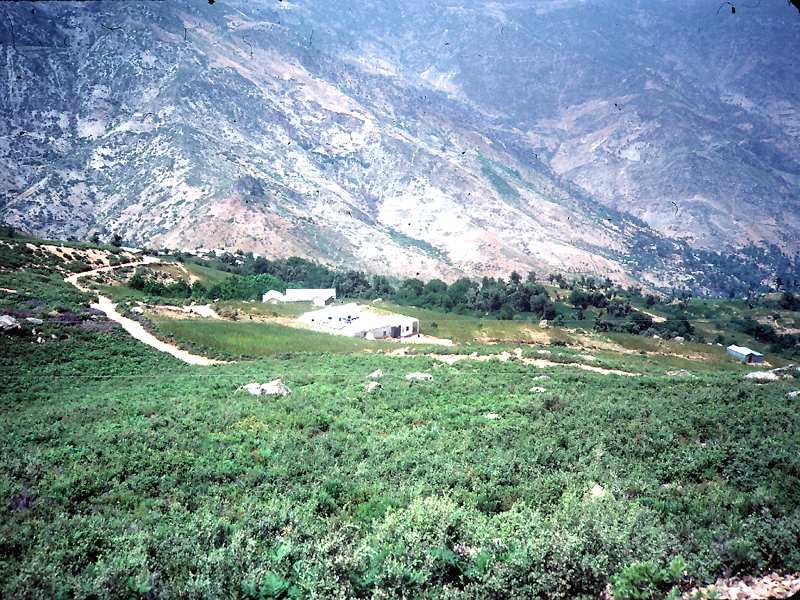
حقول القنب في الريف ، 1983

المغرب ينتج جزء كبير من الحشيش بل كان أكبر منتج للفترة 2002-2010 لكن دراسة أجريت في عام 2012 وضعت أفغانستان في الصدراة باعتبارها أكبر منتج. في عام 2003، 70% من حشيش أوروبا المستهلك تم إنتاجه في المغرب.

## ثقافة القنب

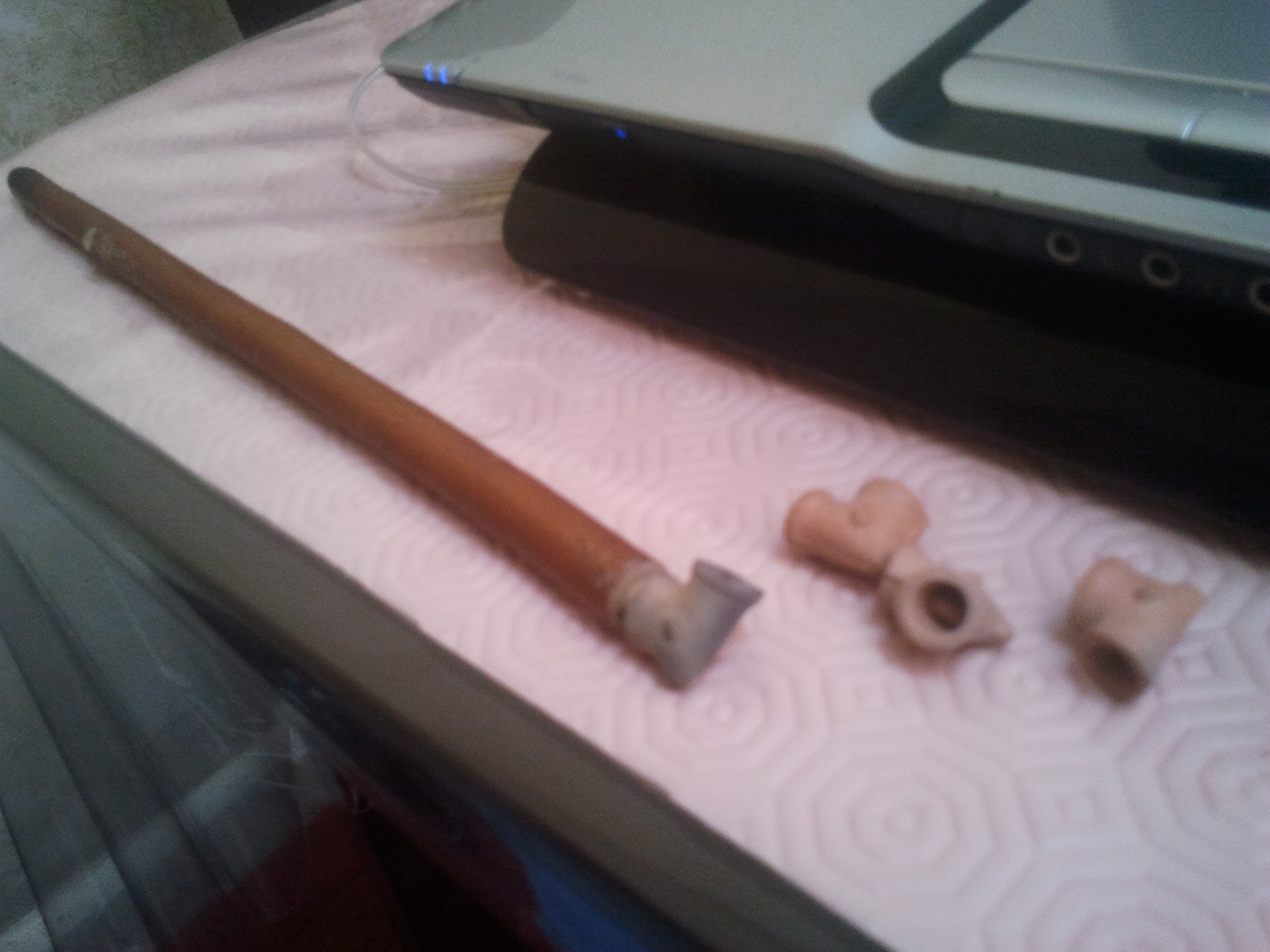
انابيب السبسي

قبل تدويل تجارة القنب الهندي كان يستهلك محليا. كان يدخن باستعمال أنابيب طويلة تسمى بالسبسي أو يتم خلطه بالغذاء، وكانت تستخدم أيضا في طقوس الصوفية الدينية.
المعجون هو أكلة، حلوى أو مربى شعبي مصنوعة بطريقة تقليدية من القنب الهندي مع العسل والتوابل.

## نقاش التقنين
القنب محظور في المغرب بعد الاستقلال، ولكن هناك تسامح مع إنتاجه في الريف والمناطق الشمالية للمملكة، والاعتراف العملي أن القنب يشكل جزء كبير من الاقتصاد الوطني، وقد أدى هذا إلى جدل حول تقنينه. في عام 2009، تلقى فؤاد عالي الهمة الدعم من أحزاب سياسية عديدة على اقتراحه تقنين القنب الهندي كعلامة تجارية مغربية كعشبة صحية بدلا من مخدر، ودعا إلى نقاش وطني ووقف ملاحقة المزارعين. في عام 2014 ، قام حزب الأصالة والحداثة بمقترح مشروع قانون والذي من شأنه أن يبقي استهلاك القنب الترفيهية غير قانونيا، ولكن يقوم بترخيص وتنظيم المزارعين وإعادة توجيه الإنتاج إلى الاستعمالات الطبية والصناعية .